# ナサナエル・グリーン少将級大型沿岸タグボート
ナサナエル・グリーン少将級大型沿岸タグボートは、アメリカ陸軍の水上艦艇である。アメリカ陸軍のために建造され、主に輸送の際の入港を支援するタグボートである。

## 艦船
- USAV ナサナエル・グリーン少将 (MGen Nathanael Greene、LT-801)
- USAV ヘンリー・ノックス少将 (MGen Henry Knox、LT-802)
- USAV アンソニー・ウェイン少将 (MGen Anthony Wayne、LT-803)
- USAV ゼブロン・パイク准将 (BGen Zebulon Pike、LT-804)
- USAV ウィンフィールド・スコット少将 (MG Winfield Scott、LT-805)
- USAV セス・ワーナー大佐 (COL Seth Warner、LT-806)
- USAV ジョン・チャンプ上級兵曹 (SgM John Champe、LT-807) (計画のみ、未建造)
- USAV ヤコブ・ブラウン少将 (MGen Jacob Brown、LT-808) (計画のみ、未建造)